# Pontificale
A pontificale a római katolikus egyház liturgikus könyveinek egyike. Elsősorban a püspökök számára fenntartott szentségek és istentiszteleti aktusok szövegeit és rituális utasításait tartalmazza.
Az énekek szempontjából főképp antifonákat és responzóriumokat tartalmaz.
Már a 8. századtól maradtak fenn pontificalék.